# Kate Butters
Laura Kate Butters (Eastbourne, 25 luglio 1986) è un'ex cestista britannica.

## Carriera
Con la Gran Bretagna ha disputato i Campionati europei del 2011.